# منطقة الحرب سي
تم استخدام مصطلح منطقة الحرب سي لوصف منطقة في جنوب فيتنام متمركزة حول بلدة كاتوم المهجورة بالقرب من الحدود الكمبودية حيث كان هناك أنشطة كثيفة للجيش الفيتنامي الشمالي والفيت كونغ خلال حرب فيتنام فيها. وبحسب ما ورد فإن هذه المنطقة هي الموقع الرئيسي لـ «المكتب المركزي لفيتنام الجنوبية» المعروف بـ "COSVN"، الذي أشرف على إدارة الحرب والأنشطة السياسية الشيوعية في النصف الجنوبي من فيتنام.

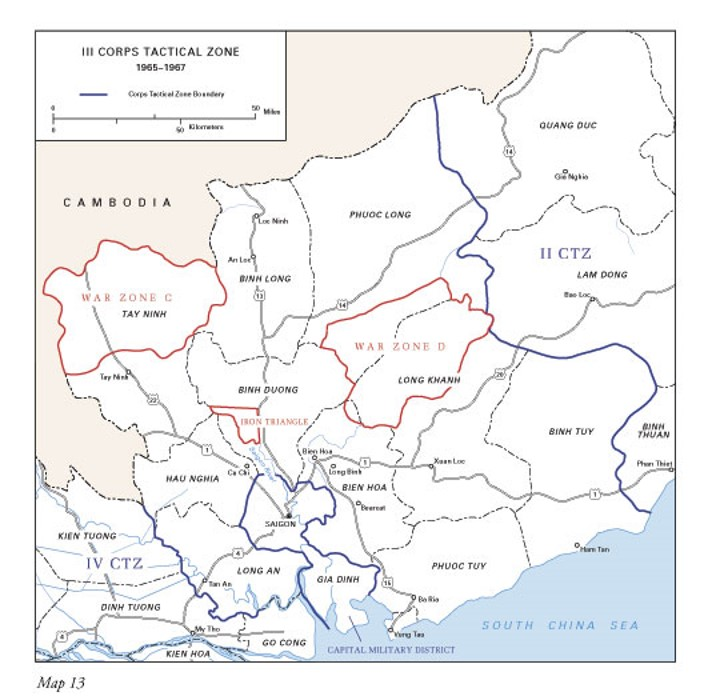
خريطة الفيلق الثالث وتتضمن منطقة الحرب سي.

## الجغرافية
كانت منطقة الحرب سي ذات قيمة إستراتيجية عالية نظرًا لموقعها بين كمبوديا وسايغون، إضافة إلى أنها كانت نقطة انطلاق شعبية لقوات الجيش الفيتنامي الشمالي ومركز للتموين والامدادات القادمة من طريق هو تشي منه. تحد منطقة الحرب سي من الشمال والغرب كمبوديا، بينما كانت حدودها الشرقية متوازية مع الطريق السريع 13، وتحدها من الجنوب أجزاء من محافظة تاي ننه ومحافظة بنه لونغ ومحافظة بنه ديونغ. وقد وصفت المنطقة بأنها غابات خالية من الطرق ومليئة بالمناطق الجبلية والمستنقعات مما جعل السفر والنقل صعبا للغاية. وكان الفيلق الثالث بجيش فيتنام الجنوبي يمركز في هذه المنطقة.

## حرب فيتنام
أثناء النزاع سقطت أجزاء كبيرة من منطقة الحرب سي تحت قيادة الجنرال كريتون أبرامز. وركزت الاستراتيجية الاميركية بشكل عام على تعطيل وتقليل القواعد التي يعمل من خلالها المتمردين الشيوعيين على تهديد سايغون. وأجرت القوات الأمريكية والجيش الفيتنامي الجنوبي عمليات صغيرة في هذه المنطقة. وتم إنشاء دفاعات أكثر فعالية على طول الحدود الكمبودية لمنع قوات الفيت كونغ والجيش الفيتنامي الشمالي من الوصول إلى قواعدهم في المحافظات الجنوبية. حدثت في منطقة الحرب سي العديد من العمليات القتالية الأمريكية طوال الحرب بما في ذلك عملية أتلبورو وعملية برمنغهام وعملية جنكشن سيتي التي تعتبر واحدة من أكبر العمليات التي نفذت أثناء حرب فيتنام.